# Erjia (köpinghuvudort i Kina, Jiangsu Sheng, lat 32,02, long 121,19)
Erjia är en köpinghuvudort i Kina. Den ligger i provinsen Jiangsu, i den östra delen av landet, omkring 220 kilometer öster om provinshuvudstaden Nanjing. Antalet invånare är 67 228. Befolkningen består av 37 376 kvinnor och 29 852 män. Barn under 15 år utgör 12,0 %, vuxna 15-64 år 67 %, och äldre över 65 år 19,0 %.
Runt Erjia är det tätbefolkat, med 397 invånare per kvadratkilometer. Närmaste större samhälle är Jinsha, 12,9 km nordväst om Erjia. Trakten runt Erjia består till största delen av jordbruksmark.
Genomsnittlig årsnederbörd är 1 510 millimeter. Den regnigaste månaden är augusti, med i genomsnitt 205 mm nederbörd, och den torraste är januari, med 45 mm nederbörd.